# الصبحة
قرية الصبحة هي إحدى القرى التابعة لمركز القوصية في محافظة أسيوط في جمهورية مصر العربية. حسب إحصاءات سنة 2006، بلغ إجمالي السكان في الصبحة 4053 نسمة، منهم 1966 رجل و2087 امرأة.